# Lissochlora latuta
Lissochlora latuta är en fjärilsart som beskrevs av Paul Dognin 1898. Lissochlora latuta ingår i släktet Lissochlora och familjen mätare. Inga underarter finns listade i Catalogue of Life.